# L’Etivaz

L’Etivaz, im Jahr 1940.

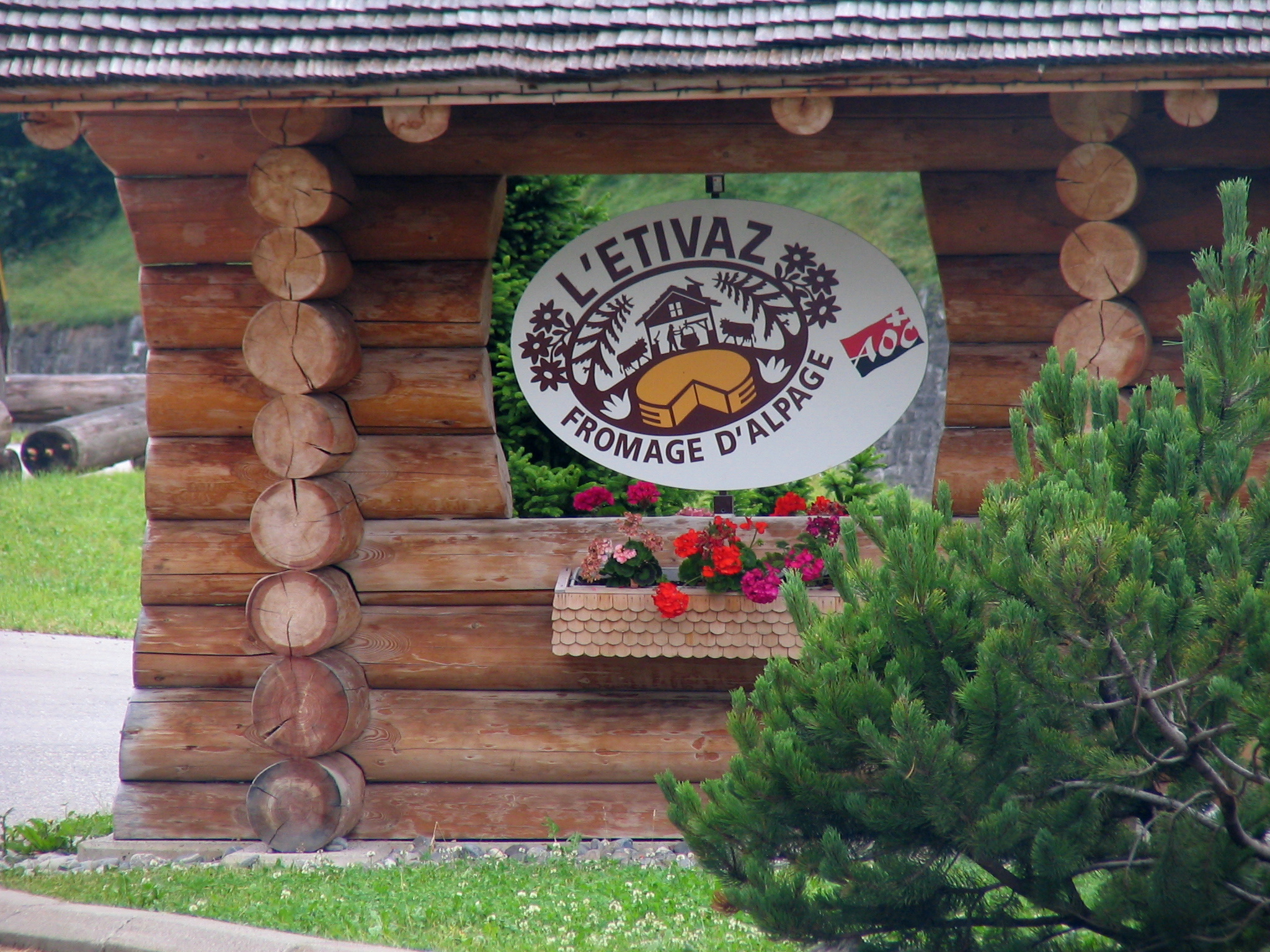
Strassentafel in L’Etivaz

L’Etivaz ist ein Dorf an der Torneresse, das zur politischen Gemeinde Château-d’Oex im Schweizer Kanton Waadt gehört. Nach ihm ist eine Schweizer AOC-Käsesorte benannt.

## Das Dorf
Das Dorf besteht aus einer 1584 errichteten Kirche, einer Kapelle, etwa zehn Weilern sowie mehreren Alpweiden. Noch im 13. Jahrhundert war die Bevölkerung deutschsprachig. 1555 wurde die Reformation übernommen, 1713 die noch heute bestehende Pfarrei errichtet. 1714 wurden ein Thermalbad, 1934 ein Genossenschaftskeller für die Reifung des Alpkäses geschaffen.

## Der Käse

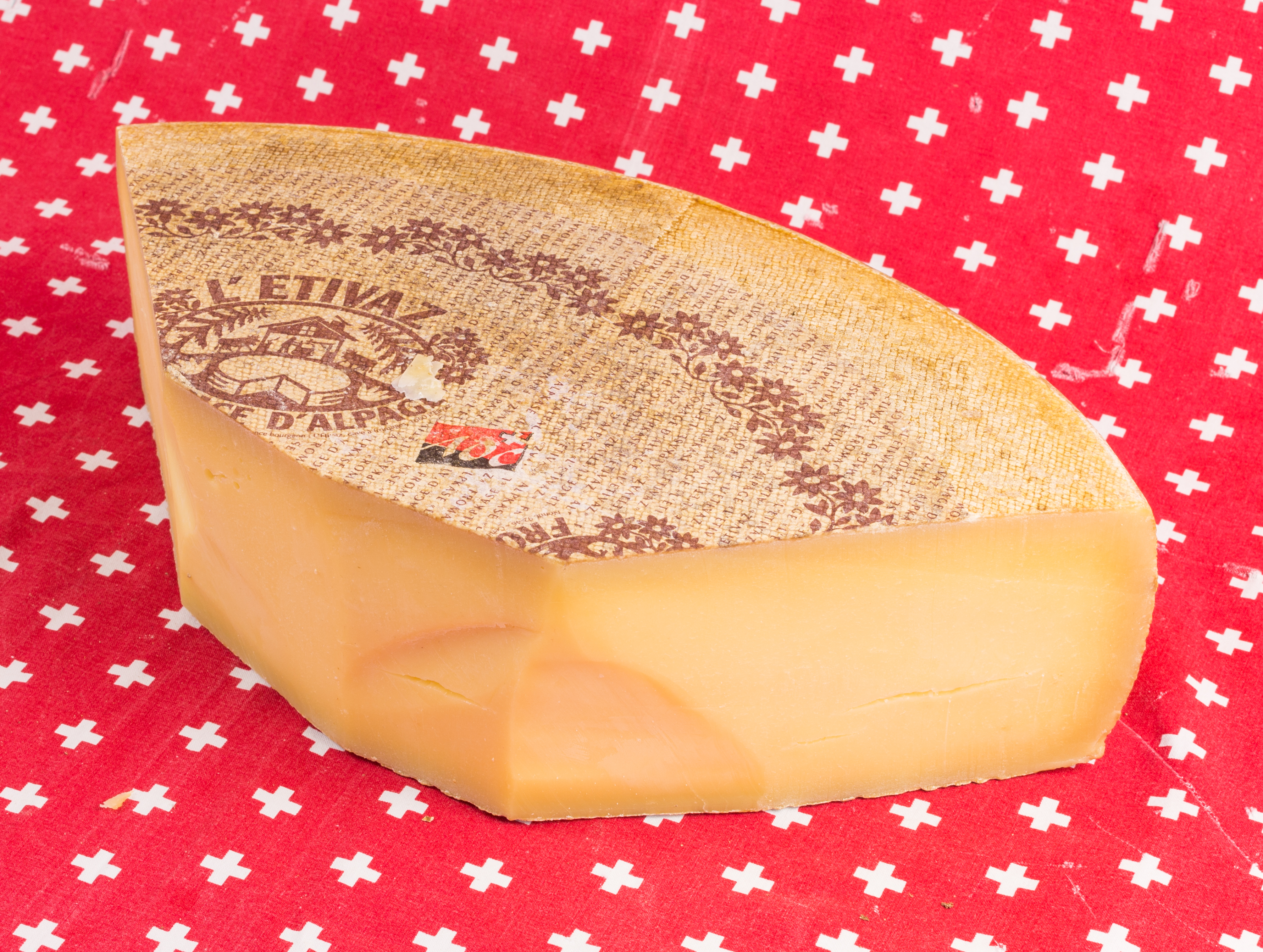
L’Etivaz AOP

Der Käse L'Etivaz ist ein traditioneller Alpkäse, das heisst die würzige Alpmilch wird nicht ins Tal transportiert, sondern die Rohmilch wird vor Ort über dem Holzfeuer und gemäss engen Vorgaben verarbeitet. Es ist ein Hartkäse aus den Waadtländer Alpen und er hat einen ausgeprägt aromatischen, würzig-fruchtigen Geschmack mit leicht nussiger Note. Zu den Anforderungen der Sortenorganisation gehören unter anderem: Rohmilch vom Betrieb, betriebseigene Molke (Kultur) und Labpulver, nur Holzfeuer ist zugelassen, fast keine Löcher. Alle Zutaten müssen garantiert ohne genetisch veränderte Substanzen sein.
Der L’Etivaz war im Jahr 2000 der erste schweizerische Käse, der in das Eidgenössische Register der Ursprungsbezeichnungen und geographischen Angaben (AOC) eingetragen wurde.

## Sohn des Ortes
- Gustave Dumas (1872–1955), Mathematiker